# Grotte de glace de la Mer de Glace
La grotte de glace de la Mer de Glace est une grotte de glace artificielle de France, à Chamonix-Mont-Blanc, creusée chaque année dans la Mer de Glace depuis le milieu du XIXe siècle. Le renouvellement annuel est rendu nécessaire par l'écoulement du glacier qui est d'environ 70 mètres par an. Elle accueille 350 000 visiteurs par an ce qui en fait un des sites les plus visités du département.

## Histoire

### Précurseurs
À l'origine, l'une des principales attractions pour les touristes se rendant dans la vallée de Chamonix était de visiter la grande voute d'une hauteur de 20 à 30 mètres formée par l'Arveyron à sa sortie du glacier. Cependant, comme elle était créée par la nature, il arrivait qu'elle ne se forme pas ou qu'elle s'effondre.
En 1862, un entrepreneur étranger propose de créer une grotte artistique sur le modèle de la galerie creusée pour les visiteurs dans le glacier inférieur de Grindelwald. Toutefois, les Chamoniards préfèrent réaliser le projet eux-mêmes. Après avoir envisagé d'aménager la voute de l'Arveyron, ils optent finalement pour une solution moins dangereuse, le creusement intégral sur son flanc droit d'une galerie de 25 mètres de longueur menant à une rotonde. À l'entrée, un chalet fait office de crèmerie pour ravitailler les touristes et vendre des souvenirs.
La première grotte est creusée d'avril 1863 à la fin juin et connaît immédiatement un grand succès. Elle est alors appelée « grotte de cristal » ou même « palais de cristal ». À cette époque, la Mer de Glace descendait jusqu'au fond de la vallée et s'appelait glacier des Bois, du nom du village où elle se terminait et où se trouvait la grotte. Néanmoins, le glacier était dans une phase de recul rapide et, à partir de 1870-1871, ce front glaciaire se trouve dans une zone plus accidentée où même l'arche naturelle de la source ne se forme plus.
À partir de 1872, la grotte est alors creusée au glacier des Bossons sous le nom de « grotte du Mont-Blanc ».

### Grotte actuelle

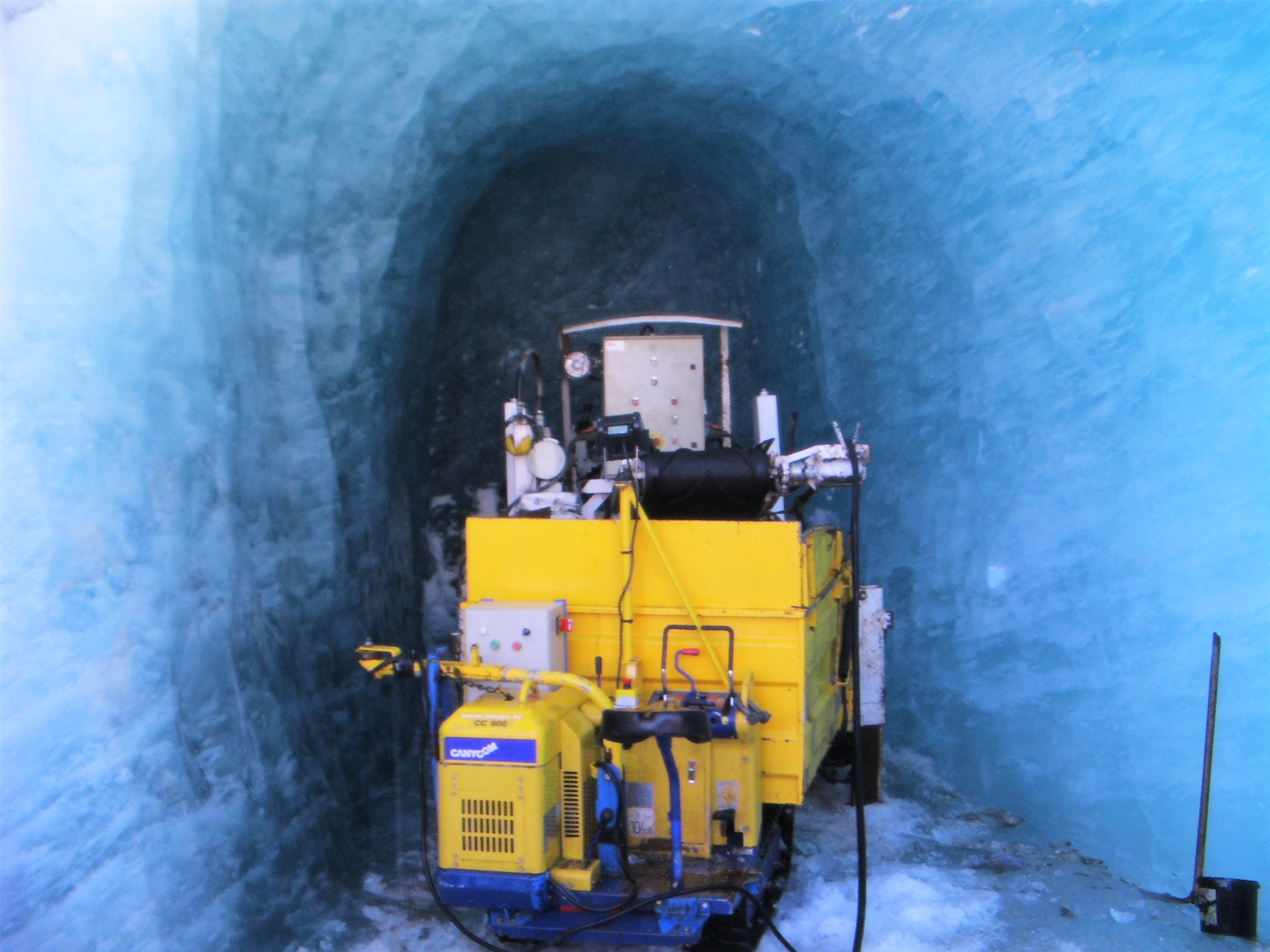
Machine utilisée pour le creusement

Dans la seconde moitié du XXe siècle et jusque dans les années 2020, la grotte de glace est creusée dans la Mer de Glace en aval du Montenvers, soit à près de deux kilomètres au-dessus de la première grotte. C'est le cas depuis 1946 sous l'impulsion de Geogres Claret. Creusée à la pioche, son plan se stabilise à partir de 1953 avec des galeries ramifiées menant à des salles abritant des meubles et des sculptures de glace. Comme le sentier menant à la grotte depuis le Montenvers est étroit et que l'afflux de visiteurs devient trop important, un téléphérique est construit en 1961 pour sécuriser l'accès depuis la gare du train à crémaillère. D'un débit initial de 450 passagers/heure, sa capacité insuffisante est portée à 700 passagers/heure en 1972 par la suppression des sièges. Le 19 aout 1987, les mouvements du glacier provoquent la chute de la passerelle d'accès à la grotte empruntée par une trentaine de personnes, causant trois morts et entrainant la décision de placer la gare aval sur un site plus sûr. Une première télécabine d'un débit de 1 200 personnes par heure et implantée juste à l'est de la gare terminus du train à crémaillère ouvre ainsi en 1988, entraînant par là-même le déplacement de la grotte de glace sur ce nouveau site à environ 200 mètres plus au nord.
Alors que le niveau de la glace avait été assez stable pendant les quarante premières années d'exploitation, le glacier s'est remis à fondre rapidement à partir de 1983, essentiellement en raison d'un accroissement de 1,5 °C des températures estivales. Il a depuis lors perdu une centaine de mètres d'épaisseur et rendu nécessaire l'allongement de l'escalier jusqu'à atteindre 580 marches au début des années 2020. Ainsi, en 2024, le remplacement de l'ancienne télécabine par une nouvelle remontée mécanique sensiblement selon le même tracé que celui du téléphérique entraîne de nouveau un déplacement de la grotte sur le premier site du Montenvers,.

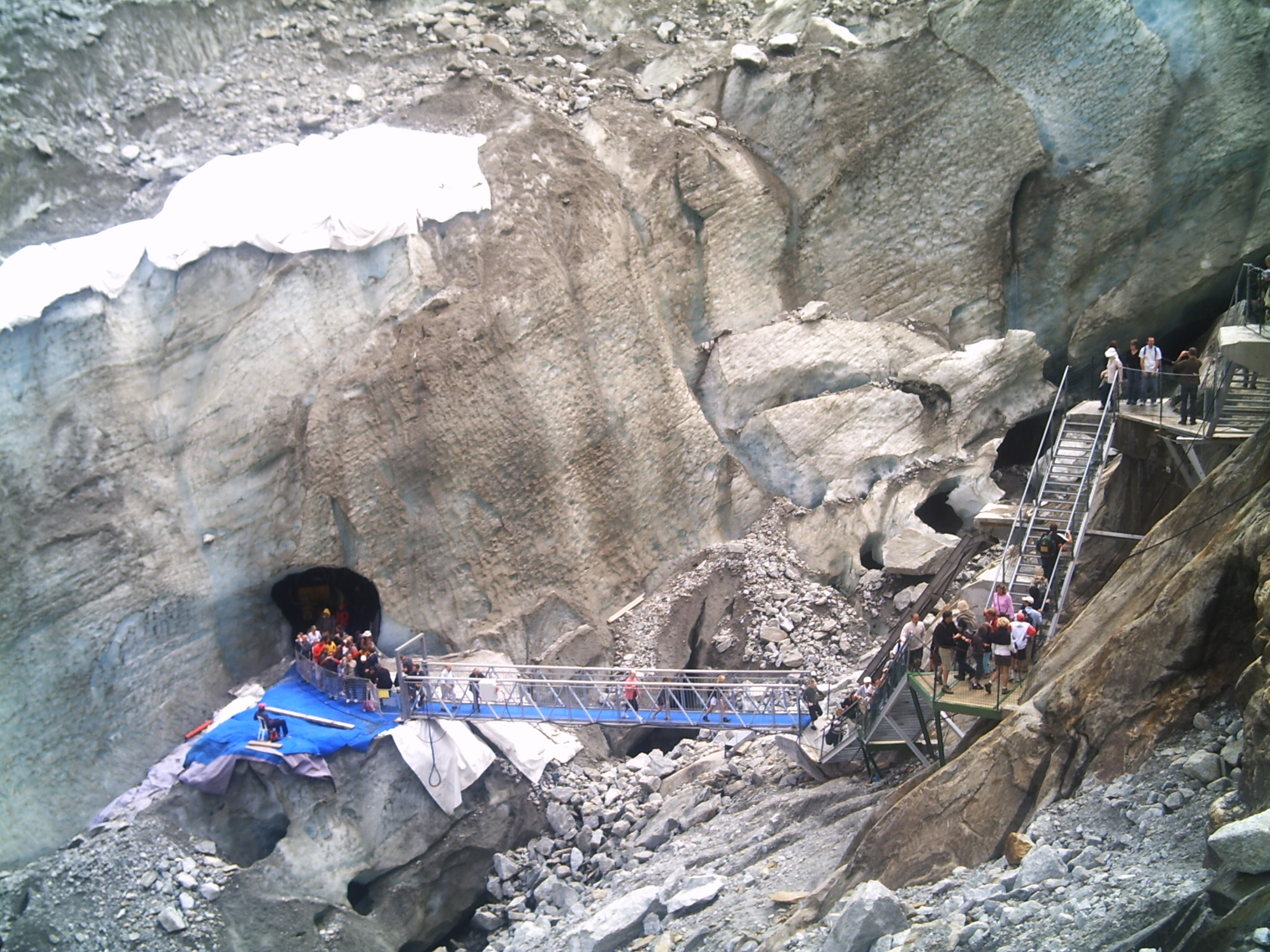
Le chemin d'accès.
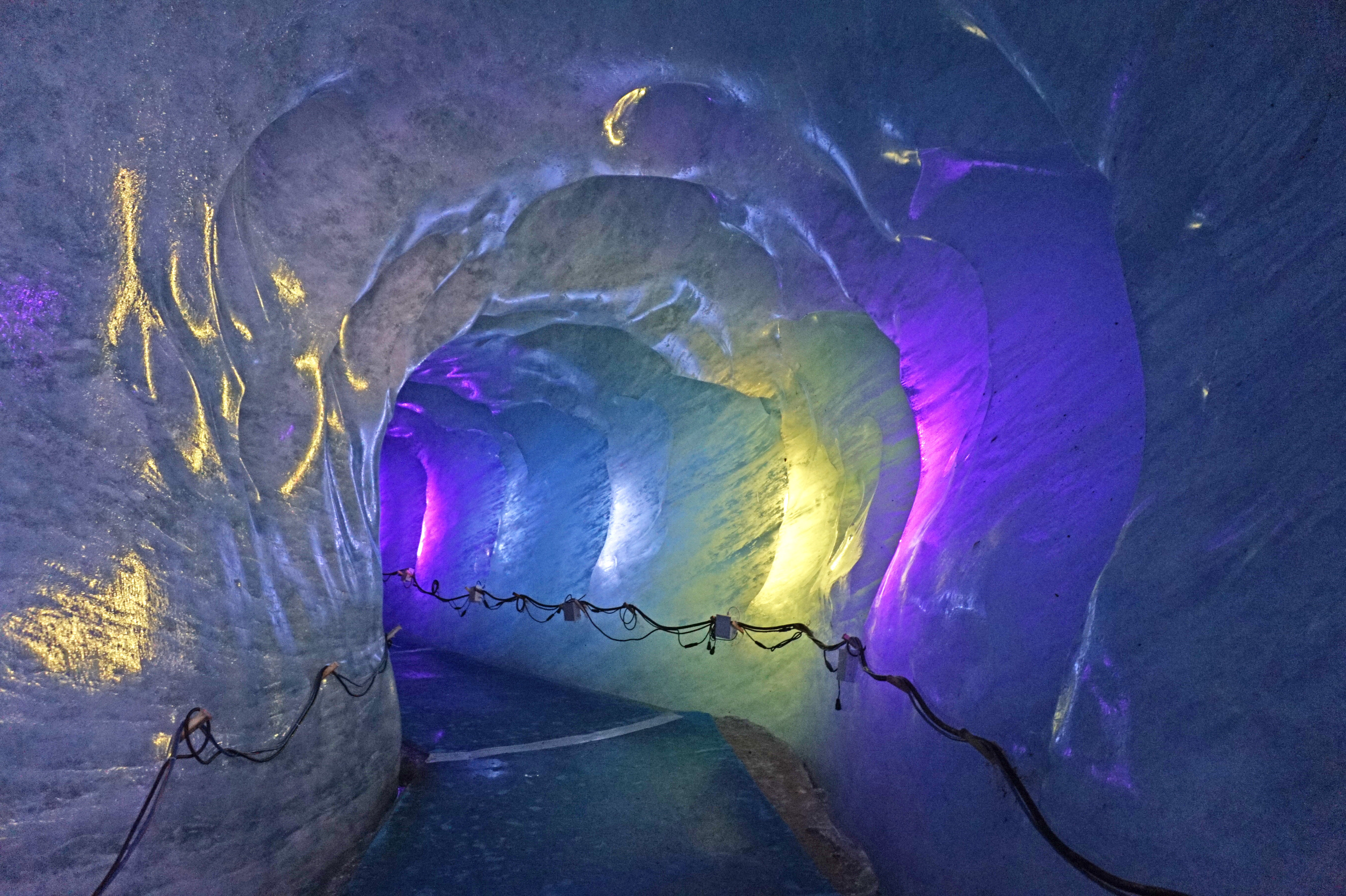
L'intérieur.
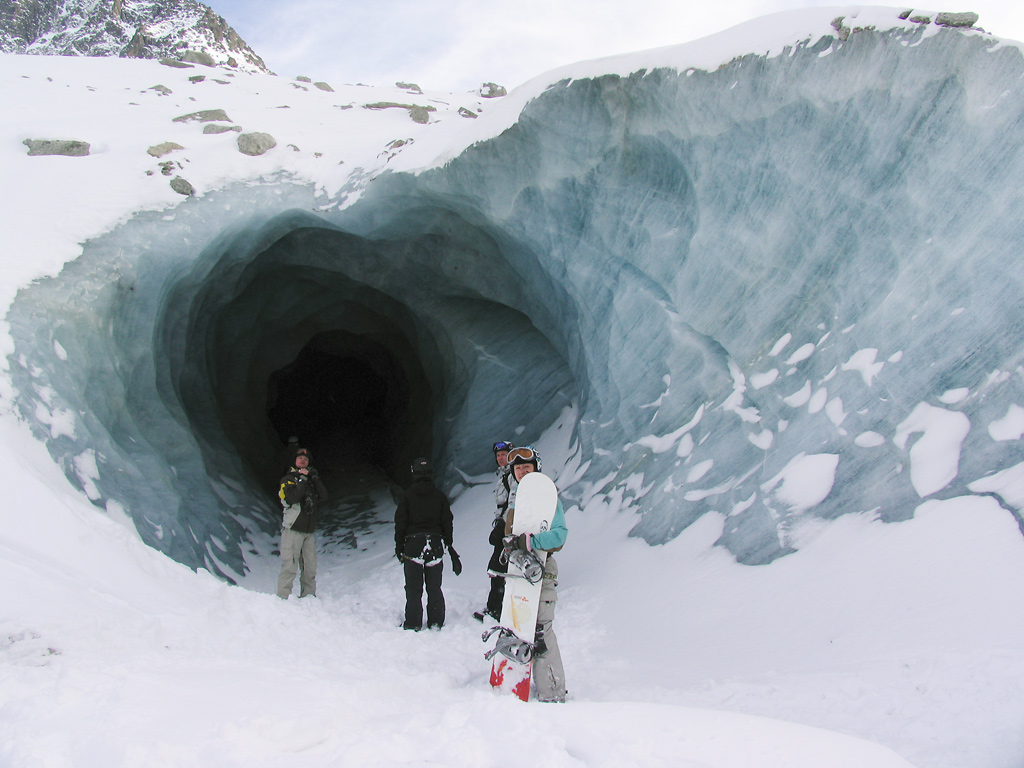
L'entrée en hiver.